# Euchromia rubrilinea
Euchromia rubrilinea är en fjärilsart som beskrevs av Gustaaf Hulstaert 1924. Euchromia rubrilinea ingår i släktet Euchromia och familjen björnspinnare. Inga underarter finns listade i Catalogue of Life.